# Farní sbor Českobratrské církve evangelické v Kdyni
Farní sbor Českobratrské církve evangelické v Kdyni je sborem Českobratrské církve evangelické v Kdyni. Sbor spadá pod Západočeský seniorát. Na počátku roku 2023 vykazoval 90 členů.

## Historie
Kazatelská stanice původně plzeňského sboru byla ve Kdyni založena již roku 1919, samostatný sbor roku 1946. Sbor měl kazatelské stanice v Koutě na Šumavě a ve Staňkově.
V Koutě se bohoslužby konaly po domácnostech, po roce 1990 v místnosti obecního úřadu.
Kdyňský sborový dům s kostelem nese název „Žižkův dům“ a byl přebudován z bývalého Dělnického domu. (Samotný název je však spíše znám již jen mezi staršími starousedlíky. Do 60. let byl umístěn i na fasádě domu na jihovýchodní straně – při pohledu z ulice vpravo.) Budovu koupila Českobratrská církev evangelická po první světové válce od Dělnického družstva. V původní úpravě se v domě nacházel byt, prostory hostince a divadelní sál se zázemím (zasahující do prostor zahrady v místech dnešního vstupu do velkého sálu kostela). Hostinec po převodu budovy na církev sloužil jako místo bohoslužebných shromáždění. V rohu stálo harmonium. Plánována byla také rozsáhlejší dostavba, zahrnující navíc další nadzemní podlaží a již před válkou i samotného velkého sálu kostela zhruba v dnešní podobě. Těleso vstupu s proskleným křížem a schodištěm je torzem původních plánů věže, která měla nést hodiny i zvony (s novým sálem kostela zhruba v dnešní podobě a dnešní budova fary měla být ještě o patro vyšší, toto dokládá i pohlednice-štoček s perokresbou vydaný ve 30. letech).
Později došlo k úpravě prostor hostince právě na modlitebnu.
V prosinci 1957 za působení faráře Jakuba S. Trojana dostal sbor povolení k přestavbě svých prostor. Roku 1958 tak došlo k výrazným úpravám, byl zbourán bývalý divadelní sál a dosavadní vstup do modlitebny (na fotce střední dvoudílné okno) přebudován. Současně definitivně padly plány na postavení věže (zbytkem těchto představ je těleso schodiště nad hlavním vstupem, nesoucí mozaikový kříž z luxferů). V přestavbě byl postaven hlavní sál (kostel) se současnou podobou výzdoby. V původní stavbě vznikla přepažením farní kancelář a současná malá modlitebna, užívaná v zimním období díky možnému vytápění kamny na pevná paliva.
Přibližně v letech 1970–1990 se v malé modlitebně scházel místní Křesťanský sbor.

## Prostory sboru
Kromě hlavního sálu kostela je zde modlitebna, využívaná zejména v zimních měsících a vytápěná kamny (výměníkem z kanceláře). Je přístupná z chodby oddělené luxferovou stěnou (zde je také přístup na WC). 
Z hlavní chodby je přístupná rovněž kancelář sboru, odkud se modlitebna vytápí a kde se také konají biblické hodiny i další příležitostná shromáždění. Z ní vedou také dveře do modlitebny.
Nad hlavním sálem se nachází kůr s elektronickými třímanuálovými varhanami, přístupný schodištěm ze vstupní haly. (Ve sboru jsou rovněž elektronické klávesy, které obvykle shromáždění doprovázejí, ať již ve velkém sále nebo v zimní modlitebně.) Pod střechou kostela se nachází další půdní prostor, odkud jsou ovládána a opravována svítidla v rybách na stropě kostela.
Ve štítu budovy směrem do ulice se nachází hostinský pokoj se zázemím, využívaný příležitostnými i pravidelnými návštěvníky.

### Výzdoba a mobiliář kostela
V hlavním sále je zobrazen křesťanský motiv ryby na stropě. Ryby jsou jednotlivě napojeny na elektrické osvětlení za kazatelnou. Elektrické osvětlení je přístupné přes půdní prostory nad hlavním sálem.  Na bočních stěnách jsou silné bodové reflektory, které samy o sobě kvalitně nasvítí celý prostor. V čele sálu se nachází dřevěný kříž, který je možno podsvítit zářivkou. Ve výklenku jsou po stranách další zářivky k nasvícení a mezi okny jsou další světla osvěcující prostor. Kazatelna na stupínku je osazena pásem zrnitého skla, pod nímž je plastika kalicha s Biblí, viditelná ze sálu. Kazatelna je pohyblivá, stejně jako stůl Páně (jeho odnínatelná deska je však velmi těžká, obvykle ji uzvednou dvě dospělé osoby).
V modlitebně je nad dveřmi z kanceláře pověšen jednoduchý dřevěný kříž bez korpusu, za stolem Páně ve výklenku obraz (tapiserie) znázorňující Poslední večeři Páně a po boku busta Jana Amose Komenského. Stůl Páně je doplněn přenosným dřevěným pultíkem nesoucím zepředu plastiku kalicha s Biblí. 

## Sborová shromáždění
Sborová shromáždění:
- neděle 09:00 – bohoslužby, obvykle 3. neděli a ve svátek (dle oznámení) s vysluhováním večeře Páně
- středa 17:00 – večer chval - zrušen pro nezájem
- čtvrtek 17:00 – ekumenická biblická hodina dle dohody, obvykle čtrnáctidenně (většinou pouze ve školním roce)

Příležitostně se konají i jiná shromáždění. Kromě svátečních (Vánoce, Velikonoce) se jedná o společné bohoslužby se sousedním domažlickým sborem. Pravidelně se konají dvakrát za rok, střídavě ve Kdyni a Domažlicích a káže vždy kazatel hostujícího sboru. (V období omezení kvůli pandemii covidu-19 se výměny nekonaly.) Svátky Cyrila a Metoděje a mistra Jana Husa bývají většinou přeloženy na bohoslužby nejbližší neděle.
V době pandemie koronaviru byly bohoslužby a další programy přenášeny také na sborovém Facebooku. V současné době probíhá zajištění kvalitnější techniky, nicméně na Facebooku sboru je možno nalézt odkazy na kázání (oficiální stránky sboru). Záznamy bohoslužeb jsou rovněž na YouTube kanále. O technické zpracování nahrávek se stará spolu s farářem Lukášem Králem také Jan Fila.
O všech aktualitách je informováno na Facebooku (sborový web portálu Evangnet neskýtal tolik možností a rychlou komunikaci), jakož i na venkovní nástěnce při vstupu do kostela.
Sbor se účastní nejpozději od roku 2017 Noci kostelů. Některé ročníky byly poznamenány omezeními kvůli koronaviru a roku 2022 se zase v kulturních prostorách města konalo představení Plzeňské filharmonie s Václavem Hudečkem.

## Kazatelská stanice
Sbor měl kazatelskou stanici v Koutě na Šumavě (zanikla asi v 80. letech) a ještě dříve také ve Staňkově. V tamní škole kdyňský farář navíc vyučoval náboženství. Další skupina náboženství se scházela také ve Staňkově. Situaci dokládají fotografie z historie sboru.

## Správa sboru
Farářem sboru je Lukáš Král (od roku 2017), kurátorkou sboru Anna Adámková (od roku 2022).

## Faráři sboru
- Jaroslav Dobiáš (1920–1922)
- Alois Erlich (1923–1926)
- Pavel Urválek (1926)
- Stanislav Kureš (1926–1927)
- Pavel Urválek (1927–1932)
- Josef Štulc (1933–1944), diakon
- František Nedbal (1945–1955)
- Jakub S. Trojan (1956–1966)
- Jan Keller (1966–1971)
- Jiří Zdeněk Altynski (1972–1986)
- Ladislav Szabó (1988–1991)
- Renata Šilarová (1992–1995), diakonka
- Daniela Zapletalová Grollová (2010–2017)
- Lukáš Král (od 2017)